# Râul Groapa Largă
Râul Groapa Largă este un curs de apă, afluent al râului Drăgan.

## Hărți
- Harta Munții Bihor-Vlădeasa  Arhivat în 9 iunie 2008, la Wayback Machine.
- Harta Munții Vlădeasa

1. ↑  „(PDF) 184635870-Atlasul-Cadastrului-Apelor-Din-Romania.pdf”. pdfslide.net. Arhivat din original la 22 septembrie 2022. Accesat în 23 mai 2023.
2. ↑  „Terapie”. www.e-calauza.ro. Accesat în 23 mai 2023.